# Pirometalurgia

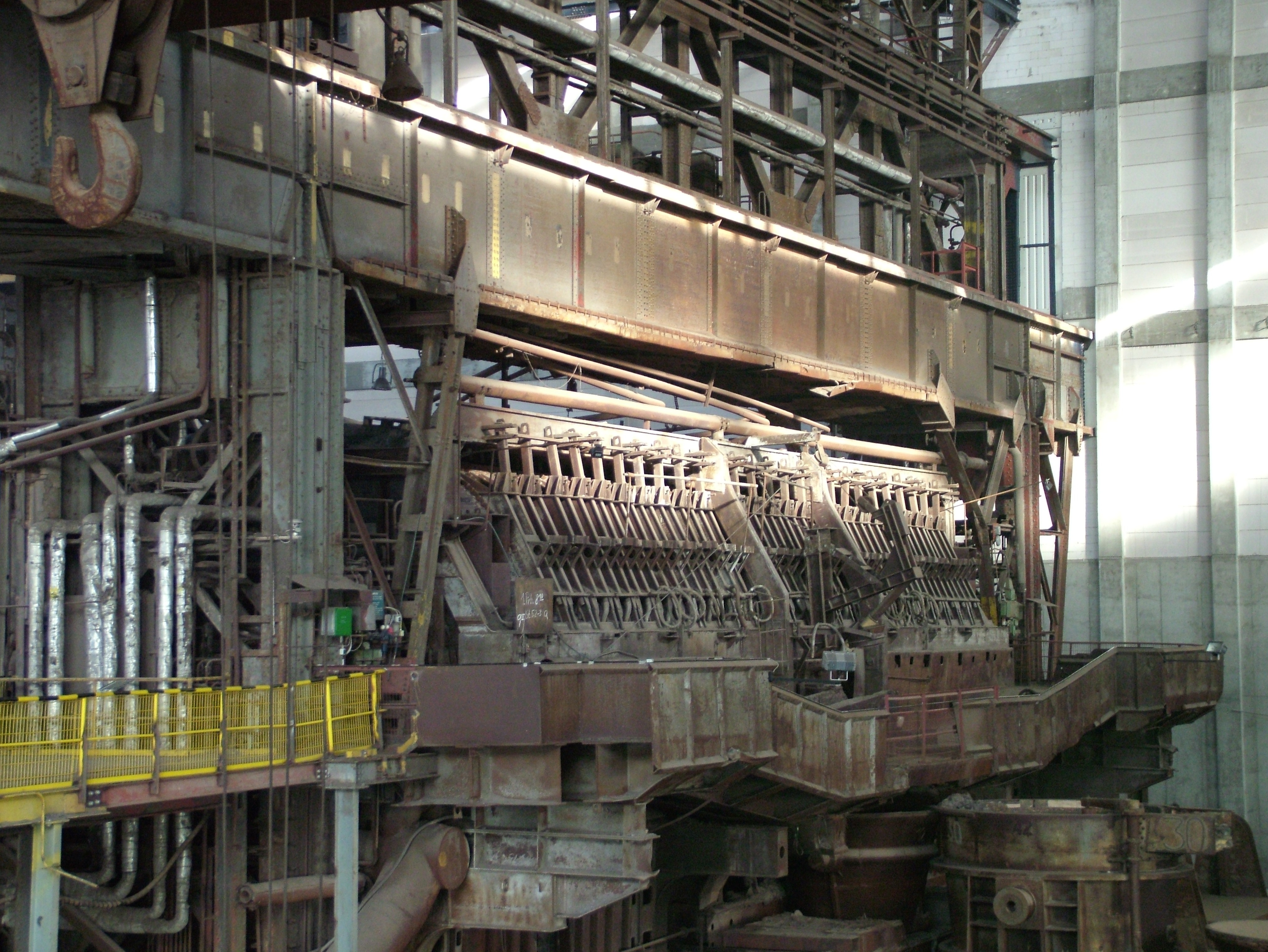
Piec Siemens-Martin w Brandenburgii/Haweli, Niemcy. Piec jest obecnie częścią Brandenburskiego Muzeum Przemysłu.

Pirometalurgia – dział metalurgii zajmujący się przerobem rud metali i metali wtórnych w wysokich temperaturach (powyżej temperatury topienia otrzymywanego metalu).
Pirometalurgia obejmuje procesy spiekania, świeżenia (inaczej konwertorowania), redukcji i inne.